# Jantarvarvet

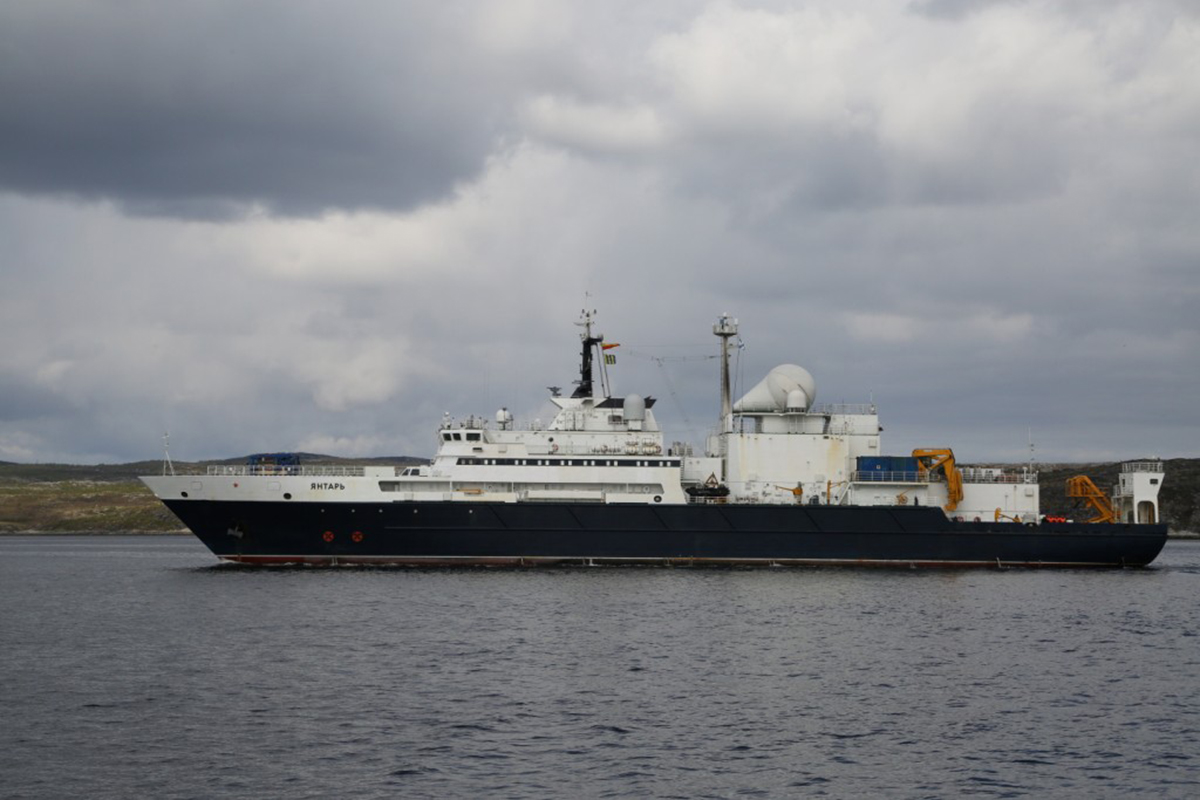
Spaningsfartyget Jantar, taget i tjänst 2015

Jantarvarvet (ryska: Прибалтийский судостроительный завод «Янтарь», "Bärnstensvarvet") är ett ryskt skeppsvarv i Kaliningrad, som ligger i yttre delen av hamnområdet på sydsidan av floden Pregel.
Jantarvarvet är främst inriktat på att bygga krigsfartyg, bland annat fregatter, amfibiefartyg och patrullfartyg, men bygger också civila fartyg som fiskefartyg. Det ingår sedan 2008 i United Shipbuilding Corporation.
Varvet kan bygga fartyg upp till 20.000 DWT. 

## Historik

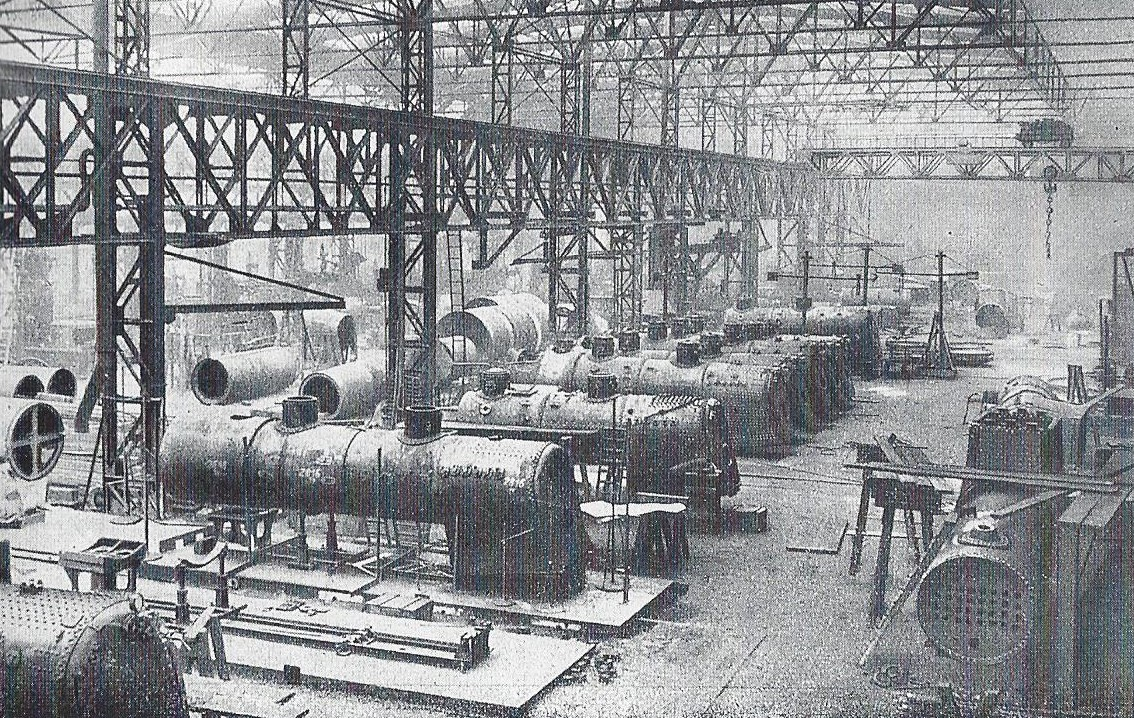
Union-Giesserei Königsberg, omkring 1930

Jantarvarvet grundades 1828 i dåvarande Königsberg i Östpreussen som maskinverkstaden Union-Giesserei Königsberg, och var under namnet Union-Giesserei, Lokomotivfabrik & Schiffswerft Königsberg ett självständigt företag fram till 1931. Då övertogs det av det tyska varvsföretaget Schichau-Werke i Elbing i Västpreussen (nuvarande Elbląg i Polen).
Efter andra världskriget blev det ett statligt sovjetiskt företag.

## Byggda fartyg i urval
- Tre amfibiefartyg i Ivan Rogov-klassen, byggda på 1970- och 1980-talen
- Putlivij, fregatt i Krivak-klassen, tagen i tjänst i Svartahavsflottan 1981
- Tre fregatter av Neustrashimy-klassen, byggda på 1990- och 2000-talen
- Skroven till tre tyska båtar för Küstenwache des Bundes i Bad-Bramstedt-Klasse i början av 2000-talet
- Fyra fregatter av Talwar-klass till Indiens flotta, tagna i tjänst 2004–2013 (INS Tabar, INS Teg, INS Tarkash och INS Trikand)
- Jantar, spaningsfartyg, taget i tjänst för Huvuddirektoratet för djuphavsforskning (Gugi) i Olenjabukten, 2015
- Amiral Grigorovitj, fregatt i  Amiral Grigorovitj-klassen, tagen i tjänst i Svartahavsflottan 2016
- Amiral Essen, fregatt i  Amiral Grigorovitj-klassen, tagen i tjänst i Svartahavsflottan 2016
- Amiral Makarov, fregatt i  Amiral Grigorovitj-klassen, tagen i tjänst i Svartahavsflottan 2017
- Ivan Gren (project 11711), amfibiefartyg i Ivan Gren-klassen, taget i tjänst 2018
- Pjotr Morgunov (project 11711), amfibiefartyg i Ivan Gren-klassen, taget i tjänst 2020

## Bildgalleri

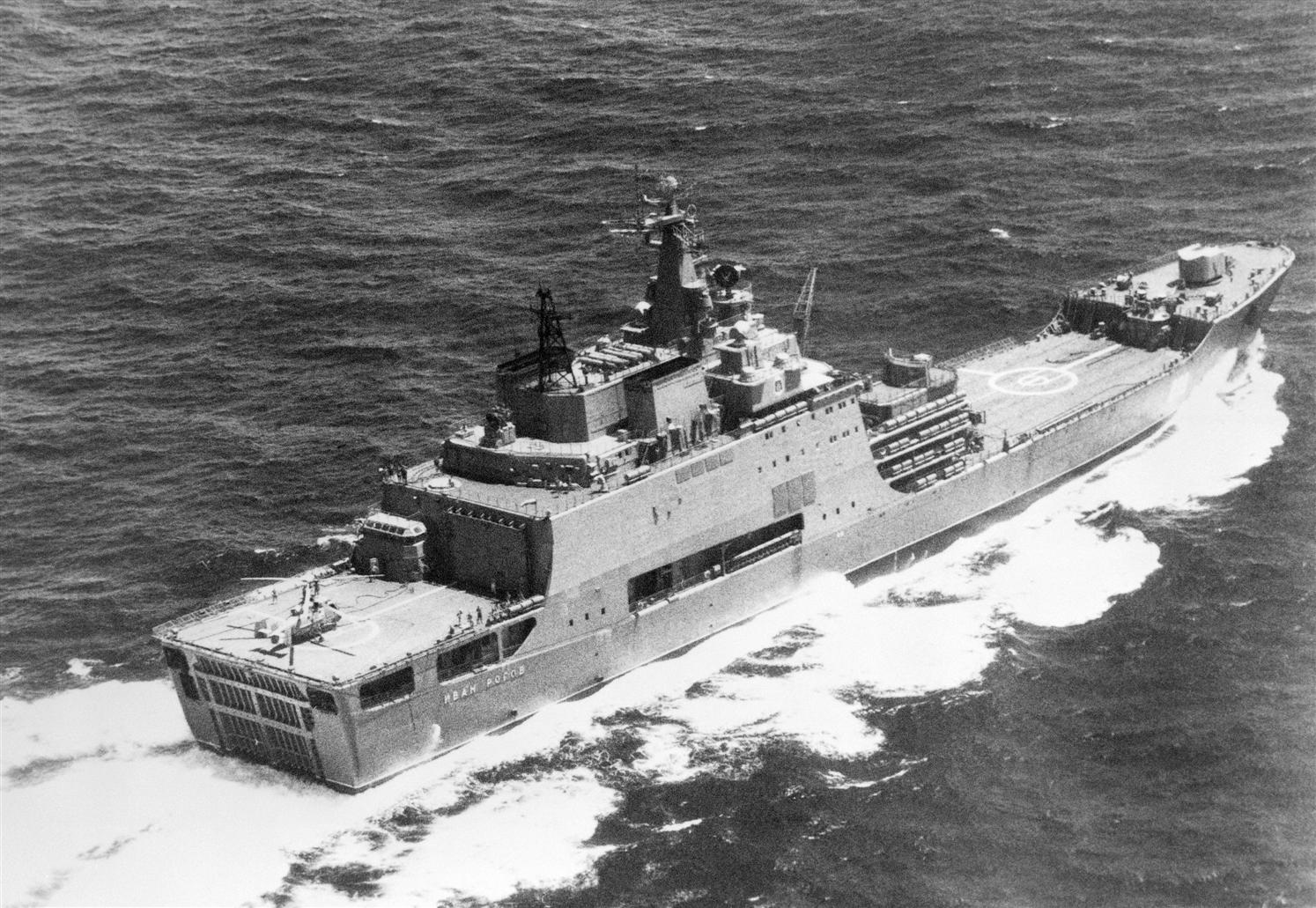
Amfibiefartyget Ivan Rogov
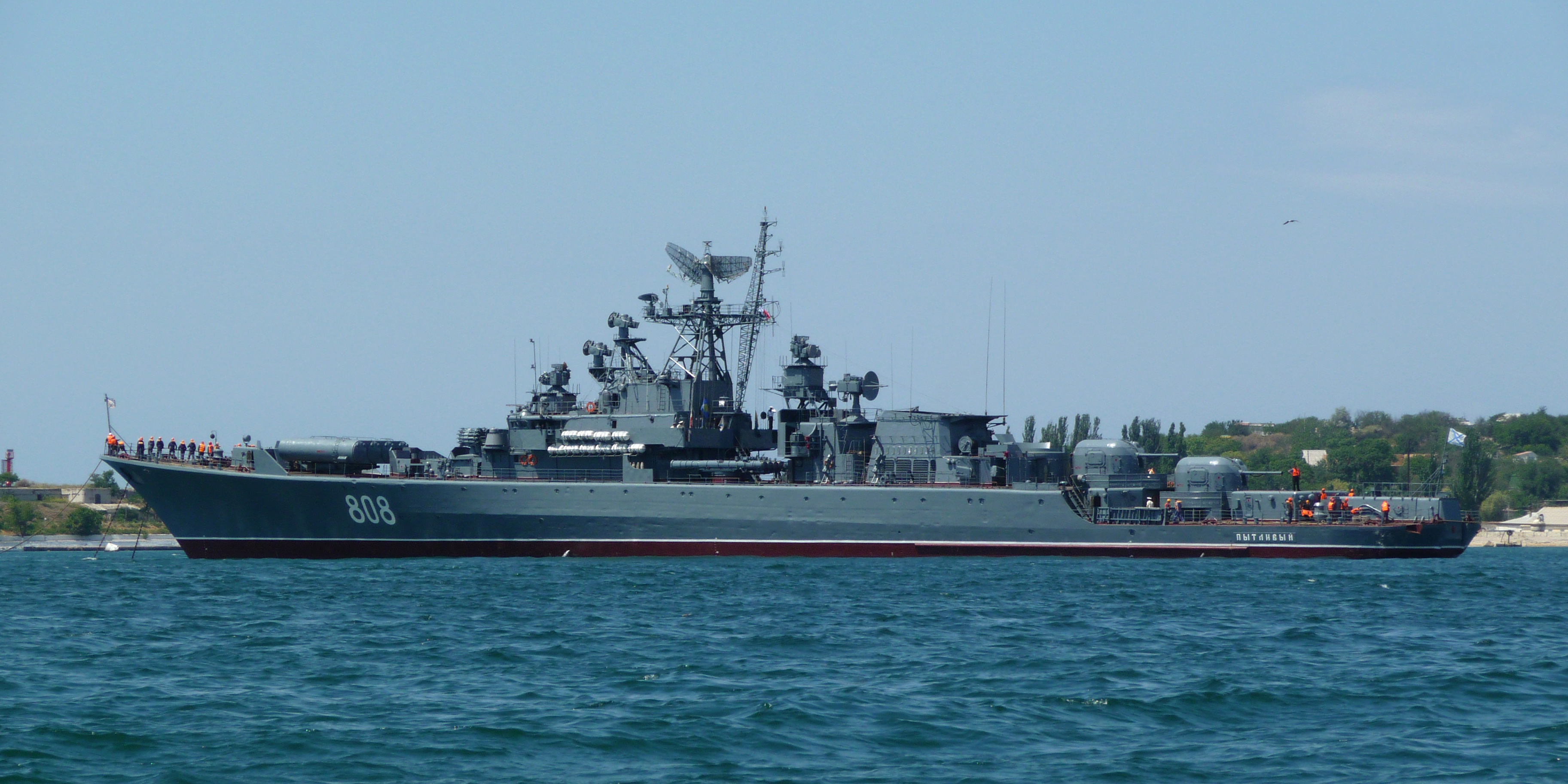
Fregatten Putlivij, tagen i tjänst i Svartahavsflottan 1981
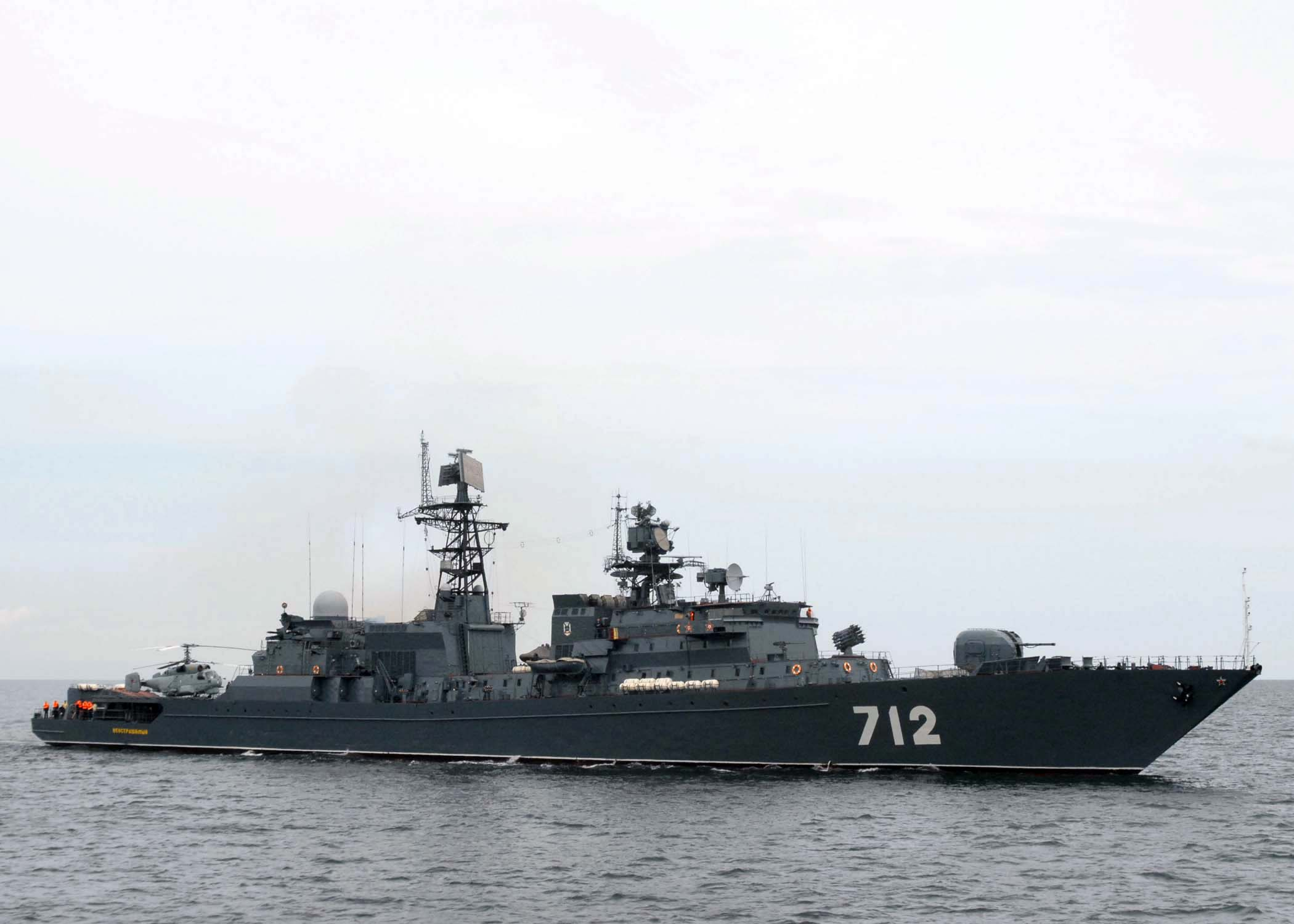
Fregatten Neustrashimy
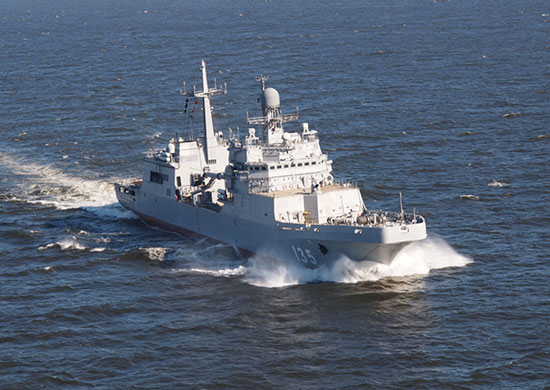
Ryska landningsfartyget Ivan Gren, tagen i tjänst 2018 i Nordflottan
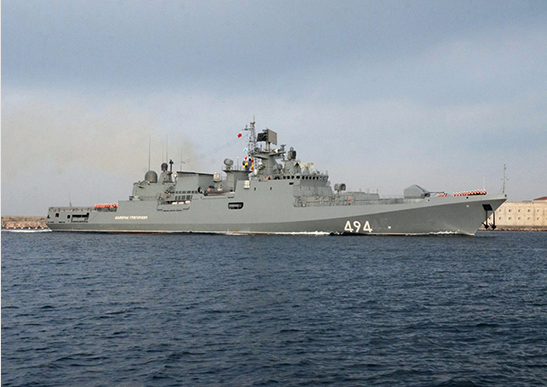
Ryska fregatten Amiral Grigorovitj, tagen i tjänst 2016 i Svartahavsflottan i Sevastopol på Krim
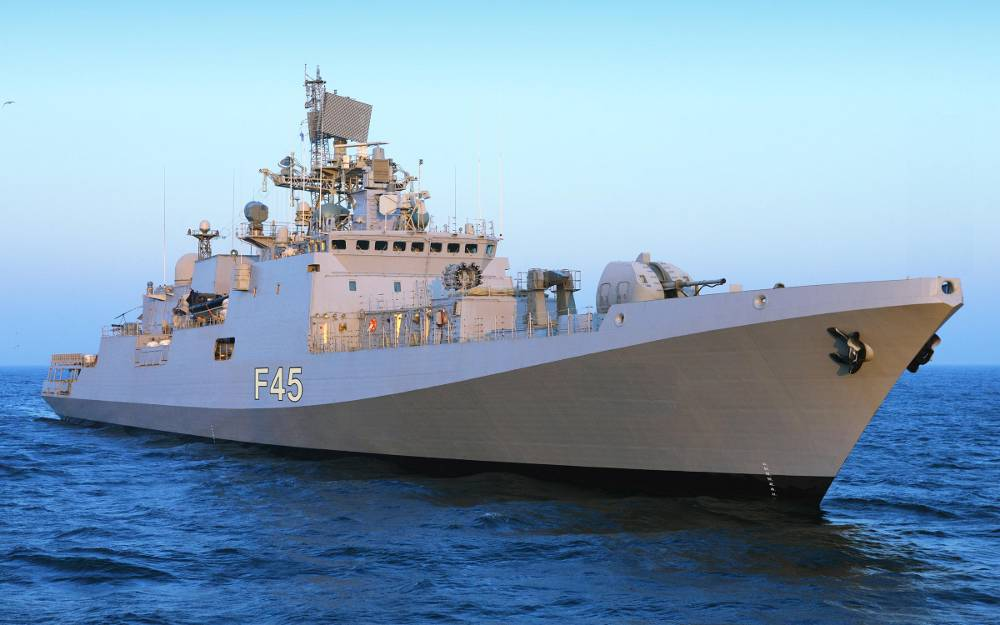
Indiska frefatten INS Teg